# فالنتين سيلاغي
فالنتين سيلاغي (بالرومانية: Valentin Silaghi)‏ (مواليد 19 أبريل 1957) هو ملاكم روماني، مثّل بلاده في الألعاب الأولمبية الصيفية 1980 وحقق الميدالية البرونزية في فئة الوزن المتوسط.

## روابط خارجية
فالنتين سيلاغي على موقع بوكس ريك (الإنجليزية) (registration required)
- فالنتين سيلاغي على موقع أوليمبيديا (الإنجليزية)
- فالنتين سيلاغي على موقع اللجنة الأولمبية الرومانية (الرومانية)